# Strensko
Strensko – wieś w Słowenii, w gminie Laško. W 2018 roku liczyła 51 mieszkańców.